# Viktoriya Zyabkina
Viktoriya Zyabkina (Виктория Викторовна Зябкина) (Almaty, 4 settembre 1992) è una velocista kazaka, specializzata nei 100 e nei 200 metri.
Ha rappresentato il Kazakistan ai Giochi Olimpici del 2012 e del 2016, senza riuscire a raggiungere le finali. Ha vinto una medaglia d'argento e una di bronzo nella staffetta 4x100 ai Giochi asiatici del 2014 e del 2018, e tra il 2013 e il 2017 ha vinto 5 medaglie d'oro e un argento ai Campionati asiatici di atletica leggera.

## Biografia
Ha iniziato a praticare atletica nel 2002, all'età di 10 anni, seguendo le orme dei genitori. Suo padre Viktor Zyabkin fece parte della squadra sovietica di staffetta 4x100, mentre sua madre Oksana Zelinskaya era una triplista e vinse per due volte la medaglia d'oro ai Giochi dell'Asia centrale, nel 1995 e nel 1997.
Ha studiato sport ed educazione fisica alla Al-Farabi Kazakh National University di Almaty, e traduzione / interpretazione all'Università Turan di Almaty. Parla inglese e russo.

## Carriera
Zyabkina ha partecipato nel 2009 ai Campionati del mondo allievi di atletica leggera a Bressanone, e ha esordito a livello senior rappresentando il Kazakistan nella gara dei 100 metri l'anno successivo ai Atletica leggera ai XVI Giochi asiatici, correndo in 12.07 e fermandosi alle batterie.
In carriera ha vinto una medaglia d'argento e una di bronzo ai Giochi asiatici, una medaglia d'oro di Giochi asiatici indoor, 5 medaglie d'oro (di cui 4 individuali e una nella staffetta) e una d'argento ai Campionati asiatici di atletica leggera, 2 ori (uno individuale e uno nella staffetta), un argento e un bronzo ai Campionati asiatici di atletica leggera indoor e 3 ori (2 individuali e uno nella staffetta) ai Giochi mondiali universitari, tutti e tre nel 2015.

Ha inoltre rappresentato il Kazakistan ai Giochi Olimpici del 2012 e del 2016, senza riuscire a raggiungere le finali.

## Palmares
| Anno | Manifestazione                                   | Sede           | Evento      | Risultato      | Prestazione |
| ---- | ------------------------------------------------ | -------------- | ----------- | -------------- | ----------- |
| 2009 | Mondiali juniores                                | Bressanone     | 100 m piani | Batteria       | 12"38       |
| 2010 | Campionati asiatici under 20 di atletica leggera | Hanoi          | 200 m piani | 3ª             | 24"55       |
| 2010 | Campionati asiatici under 20 di atletica leggera | Hanoi          | 4×100 m     | -              | dq          |
| 2010 | Giochi asiatici                                  | Canton         | 100 m piani | Batteria       | 12"07       |
| 2010 | Giochi asiatici                                  | Canton         | 4×100 m     | -              | DNF         |
| 2011 | Campionati mondiali                              | Taegu          | 200 m piani | Batteria       | 24"09       |
| 2012 | Campionati asiatici indoor                       | Hangzhou       | 60 m        | 3ª             | 7"44        |
| 2012 | Mondiali indoor                                  | Istanbul       | 60 m        | Batteria       | 7"55        |
| 2012 | Giochi olimpici                                  | Londra         | 200 m piani | Batteria       | 23"49       |
| 2013 | Campionati asiatici                              | Pune           | 200 m piani | 1ª             | 23"62       |
| 2013 | Campionati asiatici                              | Pune           | 4×400 m     | 4ª             | 3'36"09     |
| 2013 | Campionati mondiali                              | Mosca          | 200 m piani | Batteria       | 24"47       |
| 2014 | Giochi asiatici                                  | Incheon        | 100 m piani | 4ª             | 11"67       |
| 2014 | Giochi asiatici                                  | Incheon        | 200 m piani | 7ª             | 23"69       |
| 2014 | Giochi asiatici                                  | Incheon        | 4×100 m     | 2ª             | 43"96       |
| 2015 | IAAF World Relays 2015                           | Nassau         | 4 x 100     | 6ª             | 44"89       |
| 2015 | Campionati asiatici                              | Wuhan          | 100 m piani | 2ª             | 11"34       |
| 2015 | Campionati asiatici                              | Wuhan          | 200 m piani | 1ª             | 23"09       |
| 2015 | Campionati asiatici                              | Wuhan          | 4 x 100     | -              | SQ          |
| 2015 | Giochi mondiali universitari                     | Gwangju        | 100 m piani | 1ª             | 11"23       |
| 2015 | Giochi mondiali universitari                     | Gwangju        | 200 m piani | 1ª             | 22"77       |
| 2015 | Giochi mondiali universitari                     | Gwangju        | 4 x 100     | 1ª             | 44"28       |
| 2015 | Campionati mondiali                              | Pechino        | 100 m piani | Semifinale     | 11"19       |
| 2015 | Campionati mondiali                              | Pechino        | 200 m piani | Semifinale     | 22"77       |
| 2016 | Campionati asiatici indoor                       | Doha           | 60 m        | 1ª             | 7"27        |
| 2016 | Mondiali indoor                                  | Portland       | 60 m        | Batteria       | 7"47        |
| 2016 | Giochi olimpici                                  | Rio de Janeiro | 100 m piani | Batteria       | 11"69       |
| 2016 | Giochi olimpici                                  | Rio de Janeiro | 200 m piani | Batteria       | 23"34       |
| 2016 | Giochi olimpici                                  | Rio de Janeiro | 4 x 100     | -              | SQ          |
| 2017 | Campionati asiatici                              | Bhubaneswar    | 100 m piani | 1ª             | 11"39       |
| 2017 | Campionati asiatici                              | Bhubaneswar    | 200 m piani | 1ª             | 23"10       |
| 2017 | Campionati asiatici                              | Bhubaneswar    | 4 x 100     | 1ª             | 43"53       |
| 2017 | Campionati mondiali                              | Londra         | 200 m piani | Batteria       | 23"66       |
| 2017 | Campionati mondiali                              | Londra         | 4 x 100     | Batteria       | 45"47       |
| 2017 | Giochi mondiali universitari                     | Taipei         | 100 m piani | 4ª             | 11"49       |
| 2017 | Giochi mondiali universitari                     | Taipei         | 4 x 100     | Semifinale (1) | 44"14       |
| 2017 | Giochi asiatici                                  | Aşgabat        | 60 m        | 1ª             | 7"32        |
| 2018 | Campionati asiatici indoor                       | Teheran        | 60 metri    | 2ª             | 7"39        |
| 2018 | Campionati asiatici indoor                       | Teheran        | 4 x 400     | 1ª             | 3'41"67     |
| 2018 | Giochi asiatici                                  | Giacarta       | 100 m piani | Semifinale     | 11"86       |
| 2018 | Giochi asiatici                                  | Giacarta       | 200 m piani | -              | SQ          |
| 2018 | Giochi asiatici                                  | Giacarta       | 4 x 100     | 3ª             | 43"82       |

1Squalificata durante la finale